# Hilara bechevi
Hilara bechevi är en tvåvingeart som beskrevs av Dzhambazov 1998. Hilara bechevi ingår i släktet Hilara och familjen dansflugor. Inga underarter finns listade i Catalogue of Life.